# Bob Brannum
Robert Warren "Bob" Brannum (Winfield, Kansas, 28 de mayo de 1925-Marshfield, Massachusetts, 5 de febrero de 2005) fue un jugador y entrenador de baloncesto estadounidense que disputó cinco temporadas en la NBA, además de jugar en la NBL y la NPBL. Posteriormente entrenaría durante 25 años en universidades de la División III de la NCAA. Con 1,96 metros de estatura, jugaba en la posición de Ala-pívot.

## Trayectoria deportiva

### Universidad
Comenzó su andadura universitaria con los Wildcats de la Universidad de Kentucky, donde jugó dos temporadas, con un intervalo de dos años debido a su servicio militar durante la Segunda Guerra Mundial. Promedió en total 7,5 puntos por partido, siendo elegido en 1944 en el primer equipo consensuado All-American y en el mejor quinteto de la Southeastern Conference. En su último año de carrera fue transferido a los Spartans de la Universidad Estatal de Míchigan.

### Profesional
En 1948 fichó por los Sheboygan Redskins, donde jugó tres temporadas en tres competiciones diferentes. Tras pasar por la NBL, en 1949 acceden a la NBA, donde es el tercer mejor anotador del equipo, tras Noble Jorgensen y Max Morris, promediando 12,1 puntos y 3,5 asistencias por partido.
Al año siguiente los Redskins participarían en la efímera NPBL, donde Brannum fue el máximo anotador de la competición, con 19,0 puntos por partido, además de ser el autor de la segunda y tercera mejor marca anotadora en un partido, con 45 y 37 puntos respectivamente, siendo elegido finalmente en el mejor quinteto de la liga.
En 1951 es traspasado a los Boston Celtics, donde jugó durante cuatro temporadas, siendo la más destacada la 1952-53, en la que promedió 6,8 puntos y 7,6 rebotes por partido.

### Entrenador
Tras dejar el baloncesto como jugador, comenzó su trayectoria como entrenador en la Norwich University, para posteriormente pasar por el Kenyon College, antes de acabar en la Brandeis University, donde permanecería en el cargo 1r temporadas, logrando 202 victorias, la mejor marca hoy en día de la universidad, y tres apariciones en el torneo de la División III de la NCAA.

## Estadísticas de su carrera en la NBA

### Temporada regular
| Temporada | Edad | Equipo             | Liga | P   | TIT | MIN  | TC  | TCA  | %TC  | 3P | 3PA | %3P | TL  | TLA | %TL  | R.OF. | R.DEF. | REB | ASIS | ROB | TAP | PER | FP  | PTS  |
| 1949-50   | 24   | Sheboygan Redskins | NBA  | 59  |     |      | 4.0 | 12.2 | .326 |    |     |     | 4.2 | 6.0 | .690 |       |        |     | 3.5  |     |     |     | 4.7 | 12.1 |
| 1951-52   | 26   | Boston Celtics     | NBA  | 66  |     | 20.1 | 2.3 | 6.1  | .369 |    |     |     | 1.6 | 2.6 | .626 |       |        | 6.2 | 1.2  |     |     |     | 3.6 | 6.1  |
| 1952-53   | 27   | Boston Celtics     | NBA  | 71  |     | 26.8 | 2.6 | 7.6  | .348 |    |     |     | 1.5 | 2.6 | .595 |       |        | 7.6 | 2.1  |     |     |     | 4.0 | 6.8  |
| 1953-54   | 28   | Boston Celtics     | NBA  | 71  |     | 24.4 | 2.0 | 6.4  | .309 |    |     |     | 1.8 | 2.9 | .626 |       |        | 7.2 | 2.0  |     |     |     | 3.9 | 5.8  |
| 1954-55   | 29   | Boston Celtics     | NBA  | 71  |     | 22.9 | 2.5 | 6.5  | .378 |    |     |     | 1.3 | 1.8 | .709 |       |        | 6.9 | 1.8  |     |     |     | 3.3 | 6.2  |
| Total     |      |                    | NBA  | 338 |     | 23.6 | 2.6 | 7.6  | .344 |    |     |     | 2.0 | 3.1 | .652 |       |        | 7.0 | 2.1  |     |     |     | 3.9 | 7.3  |

### Playoffs
| Temporada | Edad | Equipo             | Liga | P  | MIN | TCA | TC  | 3PA | 3P | TLA | TL | R.OF. | REB | ASIS | ROB | TAP | PER | FP  | PTS | %TC  | %3P | %FT  | MIN  | PTS  | REB  | AST |
| 1949-50   | 24   | Sheboygan Redskins | NBA  | 3  |     | 15  | 43  |     |    | 13  | 20 |       |     | 11   |     |     |     | 16  | 43  | .349 |     | .650 |      | 14.3 |      | 3.7 |
| 1951-52   | 26   | Boston Celtics     | NBA  | 3  | 48  | 4   | 12  |     |    | 1   | 6  |       | 10  | 3    |     |     |     | 16  | 9   | .333 |     | .167 | 16.0 | 3.0  | 3.3  | 1.0 |
| 1952-53   | 27   | Boston Celtics     | NBA  | 6  | 83  | 12  | 23  |     |    | 7   | 11 |       | 21  | 10   |     |     |     | 23  | 31  | .522 |     | .636 | 13.8 | 5.2  | 3.5  | 1.7 |
| 1953-54   | 28   | Boston Celtics     | NBA  | 6  | 136 | 11  | 38  |     |    | 6   | 11 |       | 45  | 10   |     |     |     | 29  | 28  | .289 |     | .545 | 22.7 | 4.7  | 7.5  | 1.7 |
| 1954-55   | 29   | Boston Celtics     | NBA  | 7  | 225 | 26  | 61  |     |    | 11  | 19 |       | 79  | 13   |     |     |     | 32  | 63  | .426 |     | .579 | 32.1 | 9.0  | 11.3 | 1.9 |
| Total     |      |                    | NBA  | 25 | 492 | 68  | 177 |     |    | 38  | 67 |       | 155 | 47   |     |     |     | 116 | 174 | .384 |     | .567 | 22.4 | 7.0  | 7.0  | 1.9 |